# Museo Civico di Storia Naturale di Trieste
El Museo Civico di Storia Naturale di Trieste es un museo de historia natural que se encuentra en Trieste, en el norte de Italia. Fue  fundado en 1846. La colección consta de más de un millón de piezas de botánica, zoología, mineralogía, geología y paleontología.
En 2010 se inició el traslado del museo desde el histórico Palazzo Biserini, que compartía con la Biblioteca Pública Hortis y museos literarios a una nueva sede construida en el antiguo cuartel del ejército que se halla en vía Cumano (entrada a través de la Tomiz). El antiguo cuartel también será la sede del Museo Cívico de Henríquez, con lo que se revitalizará una zona degradada por el tiempo.